# Ermin Malic
Ermin Malic (* 24. Oktober 1980) ist ein deutscher theoretischer Physiker, der seit 2021 eine Professur für theoretische Physik an der Philipps-Universität Marburg innehat. Er leitet dort die Forschungsgruppe „Ultraschnelle Quantendynamik“.

## Leben
Ermin Malic studierte Physik ab dem Jahr 2000 an der Technische Universität Berlin. Im Anschluss hatte er einen Forschungsaufenthalt am Massachusetts Institute of Technology (MIT) in den USA. Er wurde im Jahr 2008 an der TU Berlin zum Thema „Vielteilchentheorie von optischen Eigenschaften von niederdimensionalen Nanomaterialien“ bei Andreas Knorr promoviert und beschäftigte sich vor allem mit der Modellierung von Kohlenstoffnanoröhren. Es folgten Forschungsaufenthalte in Spanien (Catalan Institute of Nanotechnology, Barcelona und Universität des Baskenlandes in San Sebastián) und Italien (Universität Modena). In den Jahren 2011 bis 2015 leitete Malic eine Einstein-Nachwuchsgruppe mit dem Fokus auf der mikroskopischen Modellierung von Graphen. Er habilitierte 2013 und schrieb das Buch „Graphene and Carbon Nanotubes – Ultrafast Optics and Relaxation Dynamics“. 2015 bekam er einen Ruf an die Chalmers University of Technology in Göteborg (Schweden) zunächst als Assistant Professor, anschließend wurde er zum Associated Professor und schließlich 2018 zum Professor befördert. Dort etablierte er eine international anerkannte Forschungsgruppe zur Exziton-Physik in atomar dünnen Halbleitern (engl. transition metal dichalcogenide monolayers, TMDs). In den Jahren 2017 bis 2020 leitet er das Graphene Center at Chalmers und im Jahr 2020 war er Direktor des Vinnova Competence Center „2D-TECH“. Seit 2021 ist Malic Professor am Fachbereich Physik an der Philipps-Universität Marburg.
Er trägt mit seiner Forschung zu einem besseren mikroskopischen Verständnis von Optik-, Dynamik- und Transport-Phänomenen in atomar dünnen Nanomaterialien bei. Seine Gruppe hat insbesondere eine Ladungsträger-Vervielfachung und Populations-Inversion in Graphen vorausgesagt, die anschließend experimentell bestätigt wurden. Diese Arbeiten stellen eine wichtige Grundlage für optische Bauteile wie Photodetektoren, Solarzellen und Laser dar. Seine Arbeit zu Molekülsensoren basierend auf dunklen Exziton-Zuständen in TMDs wurde patentiert.

## Auszeichnungen
Die Forschung von Malic wurde mit mehreren renommierten Preisen ausgezeichnet. So bekam er im Jahr 2016 den Walter-Schottky Preis der Deutschen Physikalischen Gesellschaft (DPG) und 2013 den Karl-Scheel-Preis der Physikalischen Gesellschaft zu Berlin. Malic war in den Jahren 2003 bis 2005 Stipendiat der Friedrich-Ebert-Stiftung und von 2006 bis 2008 Stipendiat der Studienstiftung des Deutschen Volkes.

## Veröffentlichungen (Auswahl)
- E. Malic, A. Knorr: Graphene and Carbon Nanotubes: Ultrafast Relaxation Dynamics and Optics. Wiley-VCH, Berlin 2013, ISBN 978-3-527-41161-0
- T. Winzer, A. Knorr, E. Malic, Carrier Multiplication in Graphene. In: Nano Letters 10 (2010), S. 4839, doi:10.1021/nl1024485
- M. Mittendorff, F. Wendler, E. Malic, A. Knorr, M. Orlita, M. Potemski, P. Plochocka, C. Berger, W. A. de Heer, H. Schneider, M. Helm, S. Winnerl, Carrier dynamics in Landau-quantized graphene featuring strong Auger scattering. In: Nature Physics 11 (2015), S. 75, doi:10.1038/nphys3164
- M. Feierabend, G. Berghäuser, A. Knorr, E. Malic, Proposal for dark exciton based chemical sensors. In: Nature Communications 8 (2017), S. 14776, doi:10.1038/ncomms14776
- T. Mueller. E. Malic, Exciton physics and device application of two-dimensional transition metal dichalcogenide semiconductors. In: npj 2D Materials and Applications 2 (2018), S. 29, doi:10.1038/s41699-018-0074-2
- A. Raja, L. Waldecker, J. Zipfel, Y. Cho, S. Brem, J. Ziegler, M. Kulig, T. Taniguchi, K. Watanabe, E. Malic, T. Berkelbach, T. Heinz, and A. Chernikov, "Dielectric disorder in two-dimensional materials". In: Nature Nanotechnology 14 (2019), S. 832, doi:10.1038/s41565-019-0520-0
- P. Merkl, F. Mooshammer, P. Steinleitner, A. Girnghuber, K. Lin, P. Nagler, C. Schüller, J. Lupton, T. Korn, S. Ovesen, S. Brem, E. Malic, R. Huber, Ultrafast transition between exciton phases in van der Waals heterostructures. In: Nature Materials 18 (2019), S. 691, doi:10.1038/s41563-019-0337-0
- S. Brem, C. Linderälv, P. Erhart and E. Malic, Tunable phases of moire excitons in van der Waals heterostructures. In: Nano Letters 20 (2020), S. 8534, doi:10.1021/acs.nanolett.0c03019
- R. Rosati, R. Schmidt, S. Brem, R. Perea-Causín, I. Niehues, J. Kern, J.A. Preuß, R. Schneider, S. Michaelis de Vasconcellos, R. Bratschitsch, E. Malic, Dark exciton anti-funneling in atomically thin semiconductors. In: Nature Communications 12 (2021), S. 7221, doi:10.1038/s41467-021-27425-y
- D. Schmitt, J. P. Bange, W. Bennecke, A. AlMutairi, G. Meneghini, K. Watanabe, T. Taniguchi, D. Steil, D. R. Luke, R. T. Weitz, S. Steil, G. S. M. Jansen, S. Brem, E. Malic, S. Hofmann, M. Reutzel, S. Mathias, Formation of Moiré interlayer excitons in space and time. In: Nature 608 (2022), S. 499, doi:10.1038/s41586-022-04977-7